# Rhipidocladum sibilans
Rhipidocladum sibilans är en gräsart som beskrevs av Davidse, Judz. och Lynn G. Clark. Rhipidocladum sibilans ingår i släktet Rhipidocladum och familjen gräs. Inga underarter finns listade i Catalogue of Life.